# Book of Leinster

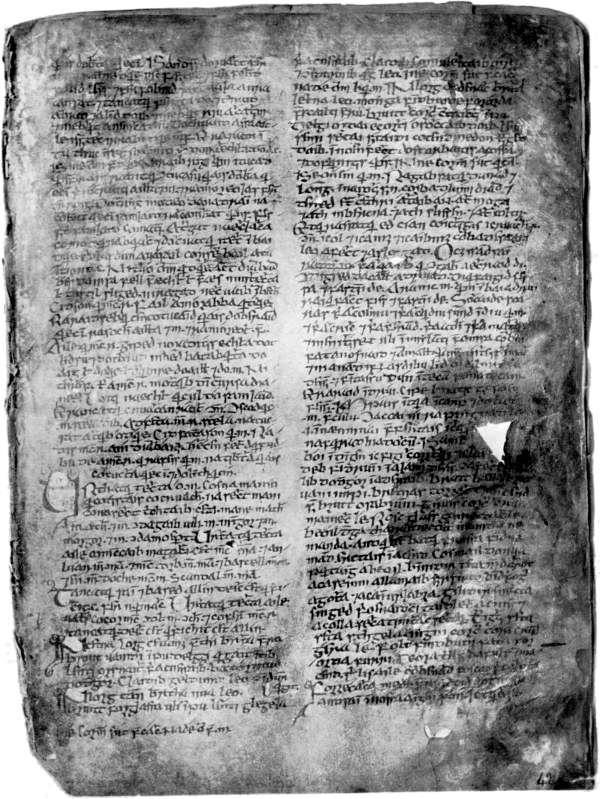
Faksimile der Seite 55 des Buches

Das Book of Leinster (altirisch Lebor Laignech ['Lʴevor 'Laɣʴnʴex]), das auch unter den Namen Book of Nuachongbáil  (altirisch Lebor na Nuachongbála) und Book of Oughaval bekannt ist, ist ein um 1160 entstandenes mittelalterliches Manuskript. Es wird seit 1786 in Dublin im Trinity College aufbewahrt. Zuvor war es für viele Generationen in Oughaval bei Stradbally im County Laois aufbewahrt worden.
Einige Teile des Buches wie das Martyrologium von Tallaght gehören zur Sammlung des University College Dublin.

## Inhalt
Das Manuskript besteht aus 187 Blättern mit einem Format von ungefähr 33 cm auf 23 cm. Eine Notiz innerhalb des Manuskriptes lässt darauf schließen, dass etwa 45 Seiten verloren gegangen sind. Das Buch beinhaltet eine weite Sammlung an Inhalten und ist eine der wichtigsten Quellen über die mittelalterliche irische Literatur, Genealogie und Mythologie. Es beinhaltet unter anderem Texte wie:
Lebor Gabála Érenn (Das Buch der Invasionen), die vollständigste Version von Táin Bó Cuailnge (Das Wegtreiben der Rinder von Cuailnge), den Dindsenchas, der Bóruma, eine irische Übersetzung von De excidio Troiae Historia, und bis vor dessen Trennung vom Hauptbuch, dem Martyrologium von Tallaght.

## Datierungen
Das Manuskript ist eine Sammlung und scheint von mehreren Verfassern geschrieben worden zu sein. Der Hauptverfasser scheint Áed Ua Crimthainn, der Abt von Terryglass Abbey (Tír Dhá Ghlas) im County Tipperary, gewesen zu sein, dessen Unterschrift sich in dem Buch unter folgendem Titel findet: Aed mac meic Crimthaind ro scrib in leborso 7 ra thinoil a llebraib imdaib („Áed Húa Crimthaind schrieb dieses Buch und sammelte es aus vielen Büchern“).
Aus den Annalen des Manuskriptes lässt sich schließen, dass es zwischen 1151 und 1201 entstanden ist, wobei der größte Teil wahrscheinlich in den 1160er Jahren geschrieben wurde.